# Dom gołębi (obraz Roelofa van Vriesa)
Dom gołębi (niderl. Landschap met duiventil) – obraz olejny namalowany przez holenderskiego malarza Roelofa van Vriesa w latach 1660–1669, znajdujący się w zbiorach Metropolitan Museum of Art w Nowym Jorku. 
Płótno bierze swój dziewiętnastowieczny tytuł prawdopodobnie od drewnianego schronienia ze skośnym dachem widocznym na wieży bramnej i od trzepoczących ptaków. Mniejsze z nich mogły zagnieździć się w glinianych dzbankach zamontowanych na bokach komina domu, natomiast gołębie trzymano dla jedzenia.

## Opis
Dom gołębi jest typowym dziełem w dorobku van Vriesa, a także holenderskich krajobrazów, zakupionych przez Metropolitan Museum of Art w 1871. Płótno przedstawia zespół zniszczonych budynków położonych nad spokojnie płynącą drogą wodną. Skromny drewniany dom po prawej stronie został „przyklejony” do średniowiecznego muru obronnego i wieży bramnej. W centralnej części obrazu znajduje się rozklekotana drewniana szopa wzniesiona na pagórku niebezpiecznie blisko brzegu rzeki służąca prawdopodobnie jako stajnia dla zwierząt. Czterech charakterystycznie wyglądających mężczyzn ożywia przedstawioną scenę, która wygląda na rozgrywającą się pod koniec typowego dnia pracy we wsi. Rybak w łodzi mocuje się z wyciąganą z wody pułapką na ryby, drugą wciągnął do łodzi, a trzecia spoczywa w drugiej łodzi widocznej tylko częściowo skrajnie po lewej stronie. Mężczyzna w fartuchu stojący nad brzegiem, który wydaje się mówić do rybaka, trzyma kosz ryb i laskę w lewej dłoni. Na ścieżce widoczny jest pasterz z kijem idący pod górę za swoją trzodą, a po prawej stronie widoczny jest mężczyzna patrzący na trzodę z drzwi chaty.